# Chesterfield (Sitzmöbel)

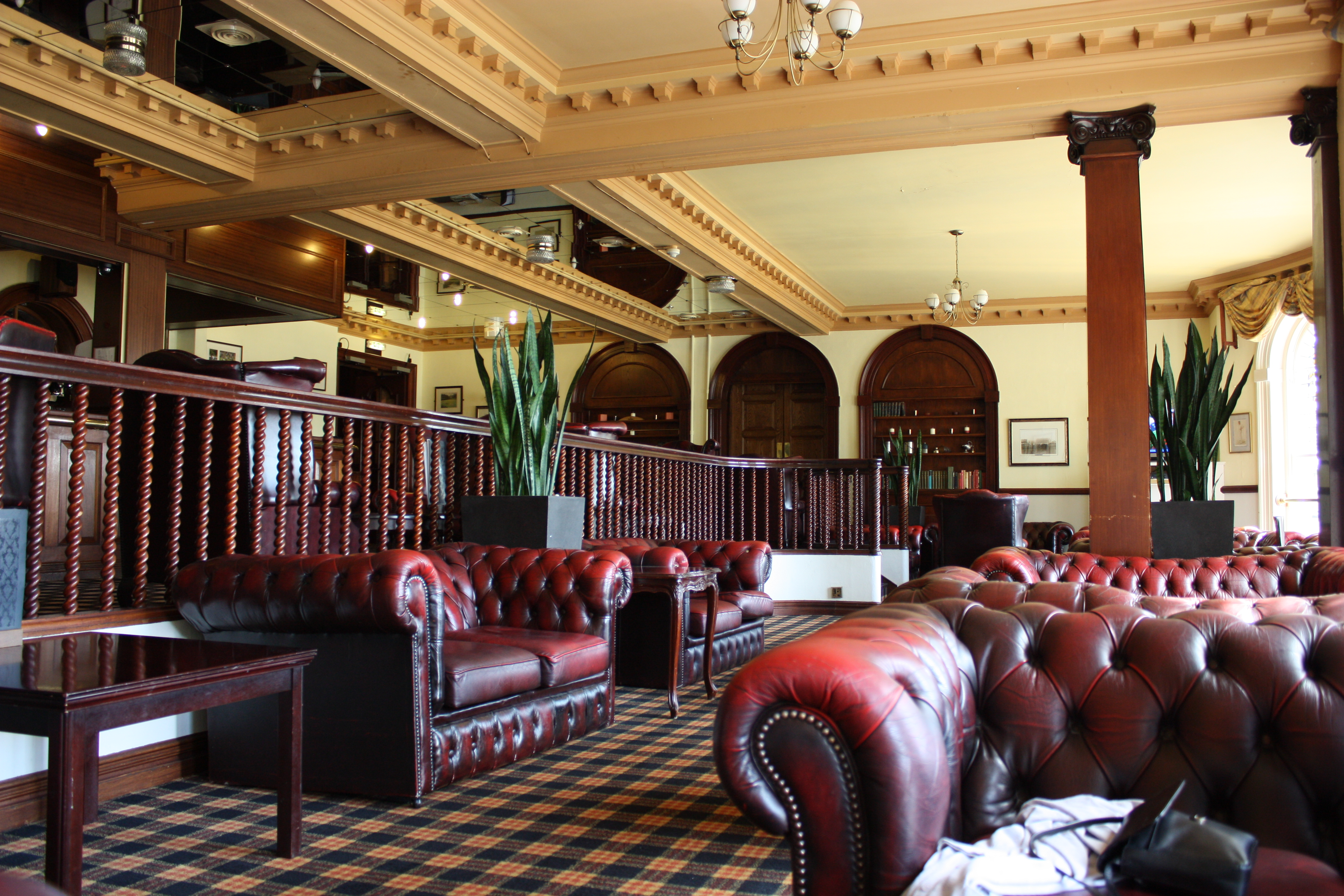
Chesterfield-Sofas

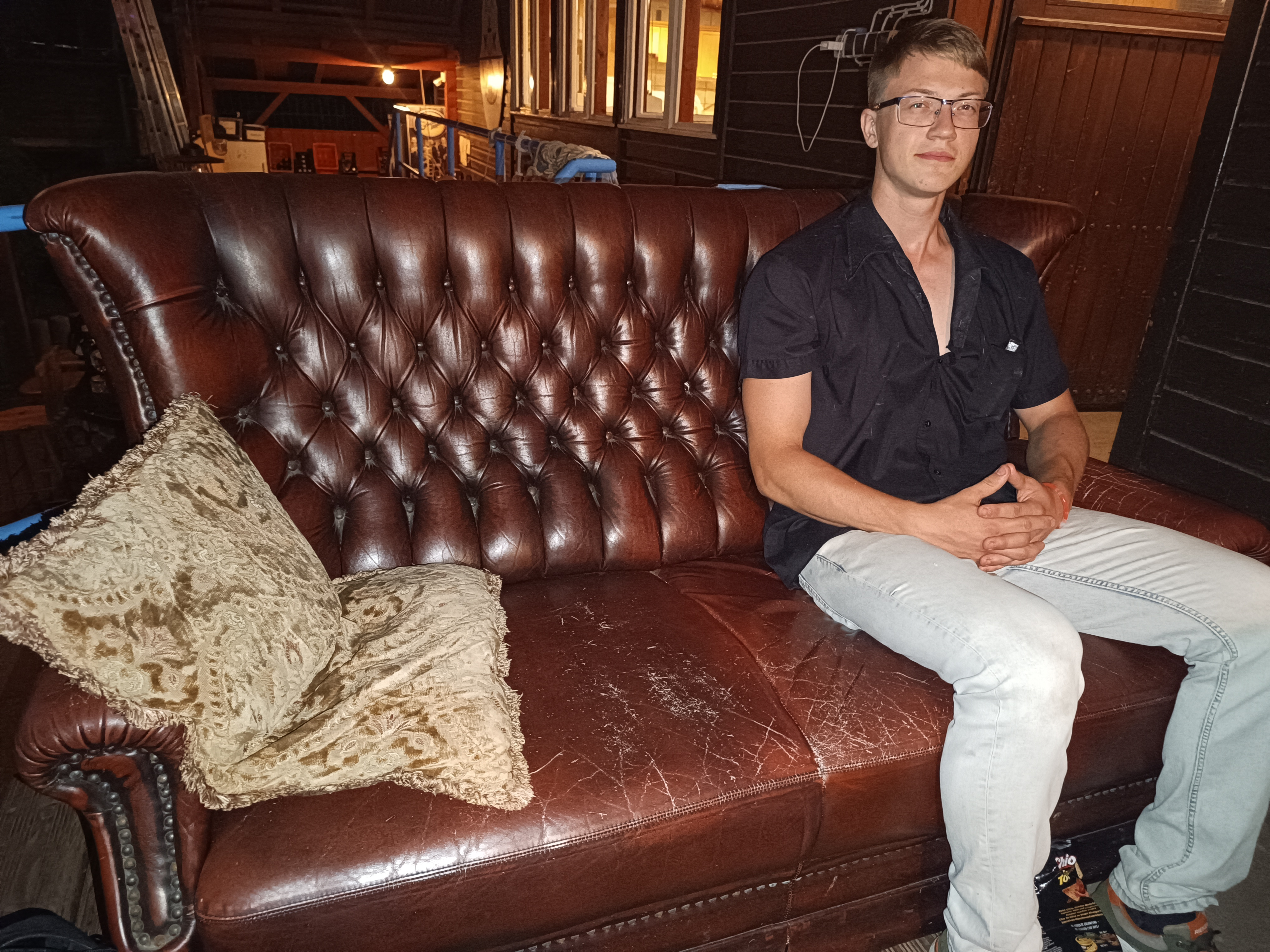
Chesterfield-Sofa in Gebrauch

Chesterfield-Sitzmöbel sind eine Gruppe von Sitzmöbeln, die ursprünglich in England gefertigt wurden. Bei ihnen wird das Leder in einem charakteristisch geknüpften Rautenmuster in Falten gelegt und dann mit Lederknöpfen auf dem Rahmen befestigt („Kapitonierung“). Gebräuchlich sind Zweier- und Dreier-Sofas sowie Sessel. Récamièren sind unüblich. Der Begriff Chesterfield beschrieb in den 1900er Jahren im Vereinigten Königreich Großbritannien jede Art von Sofa; heute beschreibt er den typischen, charakteristischen Stil der Möbel.  Chesterfield ist weder ein geschützter Begriff noch ein bestimmter Hersteller und auch kein geschütztes Herstellungsverfahren.

## Geschichte
Nach herrschender Meinung geht der Name Chesterfield-Möbel zurück auf den 4. Earl von Chesterfield, Philip Dormer Stanhope. Um 1770 beauftragte dieser den bekannten englischen Möbelbauer Robert Adam, ein Sofa zu entwerfen, das einen aufrechten Sitz und dennoch größte Bequemlichkeit ermöglichen sollte.

## Herstellung
Das Chesterfield-Möbel stammt ursprünglich aus England und wurde in Handarbeit gefertigt. Zunächst wird ein Holzrahmen gebaut, traditionell aus Buchenholz. Die Sitzfläche wird mit einer Federung versehen, danach wird die Form des Sofas aufgepolstert. Auf das Polster wird das Leder aufgebracht, in die klassischen Chesterfield-Falten gelegt und anschließend mit symmetrisch angeordneten Lederknöpfen kapitoniert.

## Formen
Neben dem klassischen Chesterfield-Möbel mit losen Sitzkissen gibt es die Sonderform des Victorian Chesterfield Sofa. Bei diesem ist das Sitzkissen als Teil des Polsters gearbeitet und fest mit dem Rahmen verbunden. Zudem werden seit ca. 1930 neben Chesterfield-Ledermöbeln auch Sitzmöbel im Chesterfield-Stil aus unterschiedlichen Stoffen hergestellt.